# Farkas Imre (kenus)
Farkas Imre, később Kassai-Farkas András (Budapest, 1935. június 23. – Budapest, 2020. augusztus 10.) kétszeres olimpiai bronzérmes kenus, festőművész, lelkész, az Újpesti Pünkösdi Gyülekezet nyugalmazott lelkipásztora.

## Sportpályafutása
Farkas Imre a Vasas tornász szakosztályában kezdett sportolni Korondi Ferenc irányításával 12 éves korában, de hamar kiderült, hogy nem ez a sport a számára a legmegfelelőbb. 
A Kossuth Lajos Közgazdasági Technikumba végezte tanulmányait, s több osztálytársa a Honvéd színeiben kajakozott. Őt is lecsábították a Dunára, de ő hamar eldöntötte, hogy nem kajakos, hanem kenus lesz.
Edzéseit Blahó Kálmán irányította. Alig két év elteltével Mészáros Lajossal C2 500 m-en korosztályos bajnokságot nyert. 
A felnőttek között első sikereit Hunics Józseffel érte el. A sziget kerülő versenyt megnyerték, s beválogatták őket a melbourne-i olimpiára készülő keretbe. 
A felkészülésüket, s az olimpiai szereplésüket a hazai zavaros politikai helyzet igencsak zavarta, s bár esélyesek voltak akár a legjobb helyezésre is, meg kellett elégedniük C2 10 000 m-en az olimpiai bronzéremmel.
Róma előtt egyesületet váltott. Az FTC-ben új partnert kapott. Törő Andrással még jobban ment a hajó, mint valaha korábban. 
Minden versenyüket megnyerték, s az olimpián előfutamukban C2 1000 m-en a legjobbnak bizonyultak. 
A döntőben a szakemberek, őket és az oroszokat várták az első helyre. A rajtnál a hajót fogó olasz fiú nem engedte el kenujukat, s csak kis idő múlva tudtak a többiek után eredni, így némi hátrányba kerültek, amit a célig nem sikerült ledolgozniuk. 
A győzelmet Farkas korábbi edzője Blahó Kálmán által felkészített olaszok szerezték meg, Farkaséknak ismét a bronzérem jutott. 
A két olimpiai kudarc igen megviselte Farkast, s vigaszát az evangéliumi pünkösdi közösségben találta meg. Lelkész lett. Az újpesti közösségnek prédikált hétvégenként.
Már korábban próbálkozott festészettel, s mesterei Frank Frigyes és Bolgár József festőművészek biztatására komolyabban kezdett foglalkozni a művészettel. 
Beiratkozott az ELTE-re, s művészettörténetet tanult. 
Első kiállítása 1963-ban volt. 1975-ben a Vörösmarty téri kiállító teremben mutatták be festményeit, ahol rangos művészek is elismerték festményeit.
Felvette a régi családi név alapján a Kassai Farkas András nevet. 1996-ban, az 1956-os forradalom 40. évfordulóján a Magyar Köztársasági Érdemrend kiskeresztje kitüntetésében részesült.

## Eredményei
- a melbourne-i olimpián 3. C2 10 000 méteren
- 1957-ben a genti Eb-n 3. C2 1000 méteren
- 1960-ban, a római olimpián 3. C2 1000 méteren